# Cazangic
Cazangic è un comune della Moldavia situato nel distretto di Leova di 1.461 abitanti al censimento del 2004

## Località
Il comune è formato dall'insieme delle seguenti località (popolazione 2004)
- Cazangic (961 abitanti)
- Frumuşica (202 abitanti)
- Selişte (298 abitanti)